# Bagaces (cantão)
Bagaces é um cantão da Costa Rica, situado na província de Guanacaste. Limita ao norte com Upala, ao oeste com Liberia, Carrillo e Santa Cruz, ao leste com Cañas, e ao sul com Nicoya. Possui uma área de 1 273,49 km² e sua população está estimada em 19.536 habitantes.

## Divisão política
Atualmente, o cantão de Bagaces possui 4 distritos:
|   | Nome do Distrito |
| - | ---------------- |
| 1 | Bagaces          |
| 2 | La Fortuna       |
| 3 | Mogote           |
| 4 | Río Naranjo      |